# Krąplewo
Krąplewo – wieś w Polsce położona w województwie wielkopolskim, w powiecie poznańskim, w gminie Stęszew.
Miejscowość wchodzi w skład sołectwa Wielka Wieś.
Krąplewo leży na Pojezierzu Poznańskim, na zachodnim brzegu jeziora Dębno, na północ od Stęszewa.
Pod koniec XIX wieku Krąplewo liczyło 12 domostw i 94 mieszkańców wyznania katolickiego. Folwark Krąplewo, o powierzchni 442 mórg, był wtedy własnością Rzyskiego.
W latach 1975–1998 miejscowość należała administracyjnie do województwa poznańskiego.
Przez Krąplewo przebiega niebieski znakowany szlak pieszy  Iłowiec - Otusz. Na północ od Krąplewa znajduje się obszar ochrony ścisłej Trzcielińskie Bagno.
Z Krąplewa pochodził Józef Łukaszewicz, historyk, bibliotekarz i wydawca.